# MERCY Malaysia
MERCY Malaysia (англ. Medical Relief Society Malaysia) — малайзийская некоммерческая организация, основными целями которой являются: оказание медицинской помощи, помощь в устойчивом развитии здоровья и связанная с этим деятельность по уменьшению опасности для уязвимых общин в кризисных и чрезвычайных ситуациях. Основана 16 сентября 1999 года в Куала-Лумпур, Малайзия.
Организация финансируется исключительно на пожертвования от иных организаций и физических людей. Гуманитарная помощь оказывается как в Малайзии, так и вне. В апреле 2014 года было возобновлено соглашение о сотрудничестве с национальным университетом Малайзии, согласно которому в университете по специальной программе будут обучаться 80 до 100 магистрантов вуза. Программа призвана не только развить у обучающихся основные навыки и знания по добровольческой и гуманитарной помощи и восстановительных работах, но и способствовать пониманию того, что любой человек имеет возможность внести вклад в гуманитарную деятельность.
С 28 по 30 ноября 2013 года в Куала-Лумпур под эгидой MERCY Malaysia состоялась международная гуманитарная конференция (IHC).

## История
MERCY Malaysia была основана доктором Джемилой Махмуд в 1999 году в ответ на конфликт в Косово. Не найдя организацию, которая может спонсировать её в оказании добровольных медицинских услуг нуждающихся там, она с группой друзей зарегистрировала MERCY Malaysia в Реестре обществ с целью оказания медицинской помощи. Работая с Helping Hands США, MERCY Malaysia отправляет в общей сложности пять миссий в Косово для обеспечения мобильной медицинской помощи. В том же году MERCY Malaysia направила группы по оказанию помощи в Турцию в ответ на Измитское землетрясение.
В 2000 году MERCY Malaysia оказывали медицинскую помощь внутренне перемещённым лицам (ВПЛ) в связи с конфликтом в Малуку (Индонезия).
В 2001 году организация помогала пережившим Гуджаратское землетрясение, пострадавшим из-за наводнения в Кампонгтяме, Камбоджа. В октябре 2001 года организация направила группу в Афганистан, чтобы служить ВПЛ в лагерях беженцев.
В 2002 году MERCY Malaysia продолжают оказывать больше медицинской помощи, помогая в Кабуле, а затем расширила свою деятельность в Афганистане, чтобы запустить медицинский центр в районе Спинбулдак (около 100 км от Кандагара). Организация затем запустила Фонд помощи Камбодже и продолжала поддерживать усилия по оказанию помощи в связи с наводнением на Меконге. Организация также стала получать больше признания, сбор средств и пожертвований увеличился, организация помогла нуждающимся в Палестине..
В январе 2003 года MERCY Malaysia направила свою первую команду в Багдад, Ирак, в феврале запустила свой гуманитарный фонд Китае и послал команду в ответ на 6,8-бальное землетрясение, которое поразило провинцию Синьцзян на северо-западе Китая, недалеко от границы с Кыргызстаном и Таджикистаном. В апреле 2003 года команда MERCY Malaysia была атакован в Ираке, где д-р Баба Дени и доктор Джемайла оба были ранены. В мае данная благотворительная организация откликнулась на международный призыв из Шри-Ланки после того, как в республике прошли самые сильные наводнения и оползни за последние 60 лет, и направила шесть человек на юг Шри-Ланки оказать медицинскую и гуманитарную помощь жертвам затопления и оползней в Ратнапуре (примерно в 100 км к юго-востоку от Коломбо). Год закончился с другой миссией, направленной в Керман (Иран) после землетрясения в городе Бам, которое произошло 26 декабря 2003 года.